# Challenger of Dallas 2002
Il Challenger of Dallas 2002 è stato un torneo di tennis facente parte della categoria ATP Challenger Series nell'ambito dell'ATP Challenger Series 2002. Il torneo si è giocato a Dallas negli Stati Uniti dal 28 gennaio al 2 febbraio 2002 su campi in cemento indoor.

## Vincitori

### Singolare
Jeff Morrison ha battuto in finale  Martin Verkerk con il punteggio di 6–4, 6–4

### Doppio
Giorgio Galimberti /  Frédéric Niemeyer hanno battuto in finale  Huntley Montgomery /  Brian Vahaly con il punteggio di 7–6(1), 6–4